# Hazarmawet
Hazarmawet ist im Alten Testament der drittälteste Sohn Joktans und Nachkomme Noachs.

## Etymologie
Der hebräische Name חֲצַרְמָוֶת ḥǎṣarmāwæt ist im Hebräischen eine Genitivverbindung, bestehend aus Grundwort und Bestimmungswort. Das Grundwort ist das Substantiv חָצֵר ḥāṣer „Lager / Gehöft“, das Bestimmungswort das Substantiv מָוֶת māwæt „Tod“. Der Name bedeutet daher „Todeslager“. Ursprünglich leitet sich der Name aber womöglich von der Wurzel *ḌRM ab, von der auch die arabische Wurzel ḍarima „brennen / lodern“ kommt. Als Landesname heißt Hazarmawet arabisch Ḥaḍramaut, altsüdarabisch ḤḌRMWT bzw. ḤḌRMT.
Die Septuaginta gibt den Namen als Ασαρμωθ asarmōt wieder, die Vulgata als Asarmoth, der Samaritanische Pentateuch als ’Iṣrīmot.

## Biblische Erzählung
Hazarmawet ist nach der Völkertafel Gen 10,26  und nach 1 Chr 1,20  der drittälteste Sohn Joktans. Seine Brüder heißen Almodad, Schelef, Jerach, Hadoram, Usal, Dikla, Obal, Abimaël, Scheba, Ofir, Hawila und Jobab. Sie siedelten von Mescha über Sefar bis zum Ostgebirge. Der Abschnitt Gen 10,25–29 , in dem Hazarmawet und seine Brüder erwähnt werden, gehört nicht der Priesterschrift an.
Hazarmawet ist ebenfalls der Name einer arabischen Landschaft am Indischen Ozean. Diese war reich an Weihrauch, Myrrhen und Aloë. Sie trägt jetzt den Namen Hadramaut.